# Aulacospermum roylei
Aulacospermum roylei là một loài thực vật có hoa trong họ Hoa tán. Loài này được (Lindl.) Kachroo, U. Dhar & Naqshi mô tả khoa học đầu tiên năm 1995.